# Lewinko
Lewinko (dodatkowa nazwa w j. kaszub. Lewinkò) – wieś kaszubska w Polsce położona w województwie pomorskim, w powiecie wejherowskim, w gminie Linia nad jeziorem Lewinko.
W latach 1975–1998 miejscowość należała administracyjnie do województwa gdańskiego.
1 stycznia 2005 roku nadano miejscowości status wsi, status sołectwa  wsi nadano zaś w  2006 roku wraz z nazwami ulic.
W miejscowości powstały liczne domki letniskowe mieszkańców pobliskiego Trójmiasta.
W miejscowości, jako jedna z 13 figur szlaku turystycznego „Poczuj kaszubskiego ducha" współfinansowanego ze środków unijnych znajduje  się rzeźba wykonana przez Jana Redźko na podstawie opracowania "Bogowie i duchy naszych przodków. Przyczynek do kaszubskiej mitologii" Aleksandra Labudy, przedstawiająca kaszubskiego demona zwanego Pùrtk.

## Rodzina Lewińskich
Z tej miejscowości i z sąsiedniego Lewina wywodzi się rodzina Lewińskich herbu Brochwicz III. Najstarszą znaną postacią z tej rodziny był Paweł Lewiński, od 1505 r. asesor, a następnie sędzia w Mirachowie.
Znane postacie z tej rodziny, to wybitni geolodzy prof. Jan Lewiński i prof. Wojciech Brochwicz-Lewiński oraz bohater powstania warszawskiego, dowódca obrony pałacyku Michla na Woli, Janusz Brochwicz-Lewiński. 

## Dojazd do Lewinka
Przez wieś kursują autobusy PKS Gdynia (linia 678 do Niepoczołowic  przez Lewino).